# Suur Tõll (brise-glace)
Pour les articles homonymes, voir Suur Tõll (homonymie).
Le Suur Tõll était un ancien brise-glace à vapeur de la marine estonienne qui est désormais navire musée à quai du musée maritime estonien à Tallinn. Il est classé monument historique.

## Historique

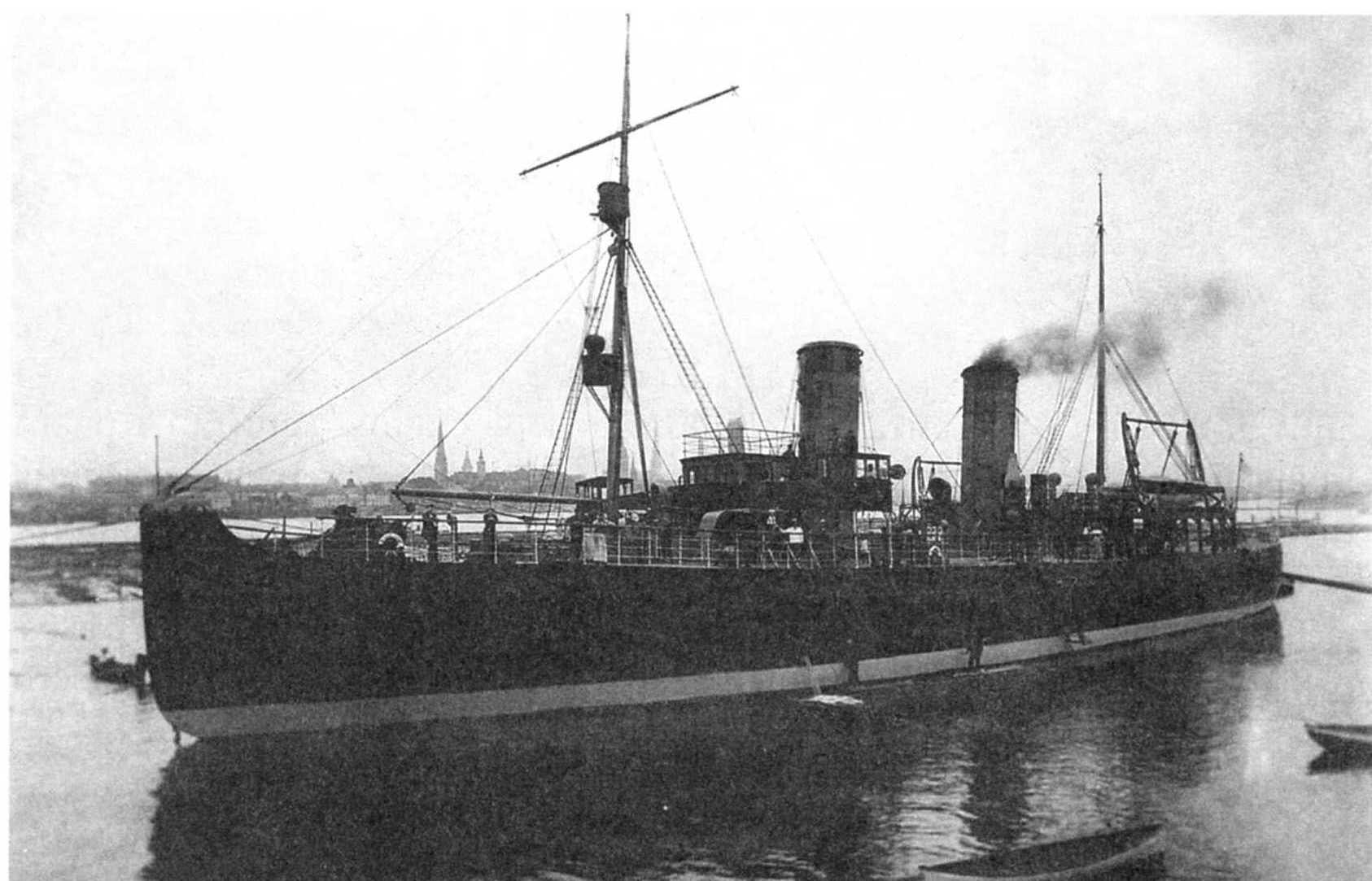
Tsar Michail Feodorowitsch

Le navire a été construit en 1913/14 au chantier naval AG Vulcan Stettin pour l'Empire russe et nommé Tsar Michail Feodorowitsch. Il était équipé de trois machines à vapeur à triple expansion avec un total de 4 500 ch, avec lesquels il a atteint une vitesse de 13,5 nœuds. Il servait à maintenir les routes maritimes dans le nord de la mer Baltique ouvertes pendant les mois d'hiver et était subordonné à la marine russe. 
Après la révolution d'Octobre, le navire a appartenu à la marine soviétique et fut rebaptisé Volynets. À la fin de février 1918, le brise-glace a servi pour l'évacuation les unités de la flotte russe de Revel à Helsinki, malgré des conditions météorologiques défavorables. Du 6 au 11 avril 1918, le Volynets, avec le brise-glace Yermak, a permis de déplacer la flotte de la Baltique d'Helsinki à Petrograd (la prétendue Croisière de glace de la flotte de la Baltique. 

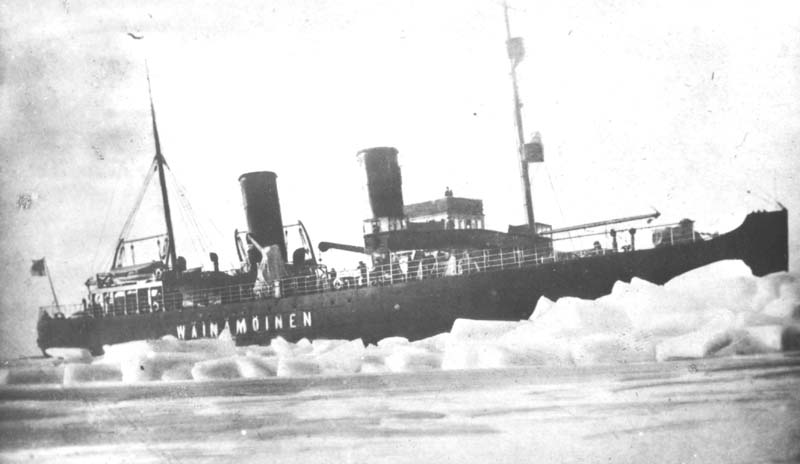
Väinämöinen

Peu de temps après, la plupart de l'équipage finlandais, y compris le capitaine, se sont révoltés contre les membres d'équipage soviétiques russes et finlandais et les ont forcés à quitter le navire. Ensuite, le drapeau finlandais a été hissé et le navire est retourné vers Revel. Le 28 avril 1918, le navire a porté le nom du héros légendaire finlandais Väinämöinen et a ensuite été utilisé pour transporter les troupes allemandes, en particulier la division de la Baltique.
En 1920, le navire a été remis à la république d'Estonie et en 1922 a été renommé Suur Tõll d'après un héros de la mythologie estonienne Töll le Grand. 

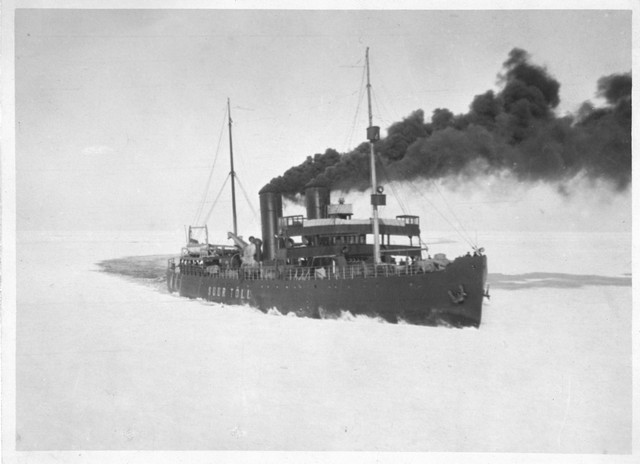
Suur Toll

Après l'occupation de l'Estonie par l'Union soviétique en 1940, le brise-glace a été rebaptisé Volynets. Sous ce nom, le navire a participé à l' évacuation soviétique de Tallinn en août 1941. Le navire a connu ses dernières années de service dans le port de Lomonossow près de Kronstadt en Russie, où il était utilisé comme navire de ravitaillement. 

### Préservation
En 1988, le navire est rentré à Tallinn et a été remis au Musée maritime estonien situé sur le site de l'hydroaéroport de Tallinn. 
Depuis que l'Estonie a retrouvé son indépendance, le brise-glace a de nouveau été appelé Suur Tõll. Il est le plus grand brise-glace d'avant-guerre préservé au monde.

## Galerie

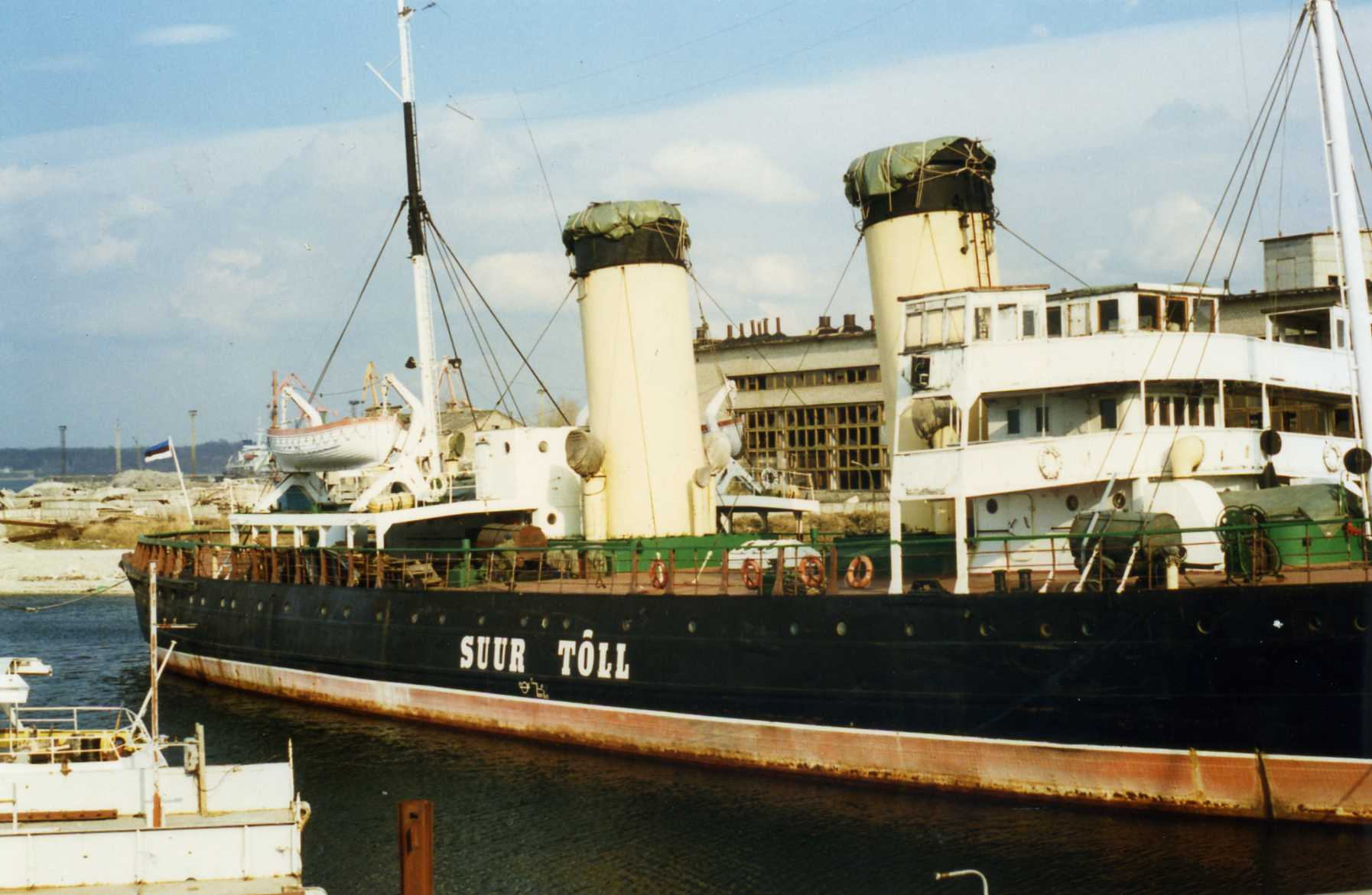
Suur Tõll à Tallinn en 1996
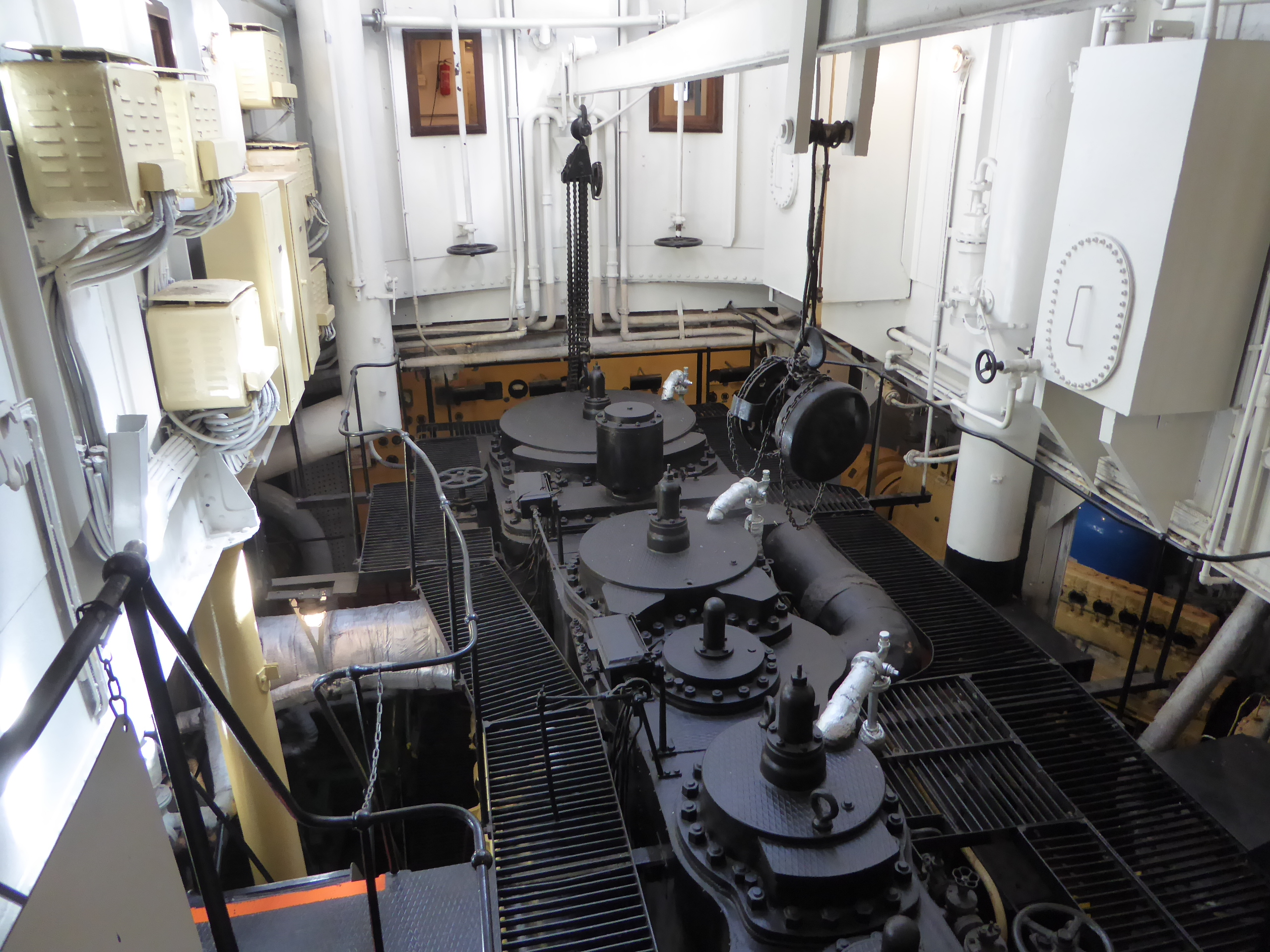
Salle des machines
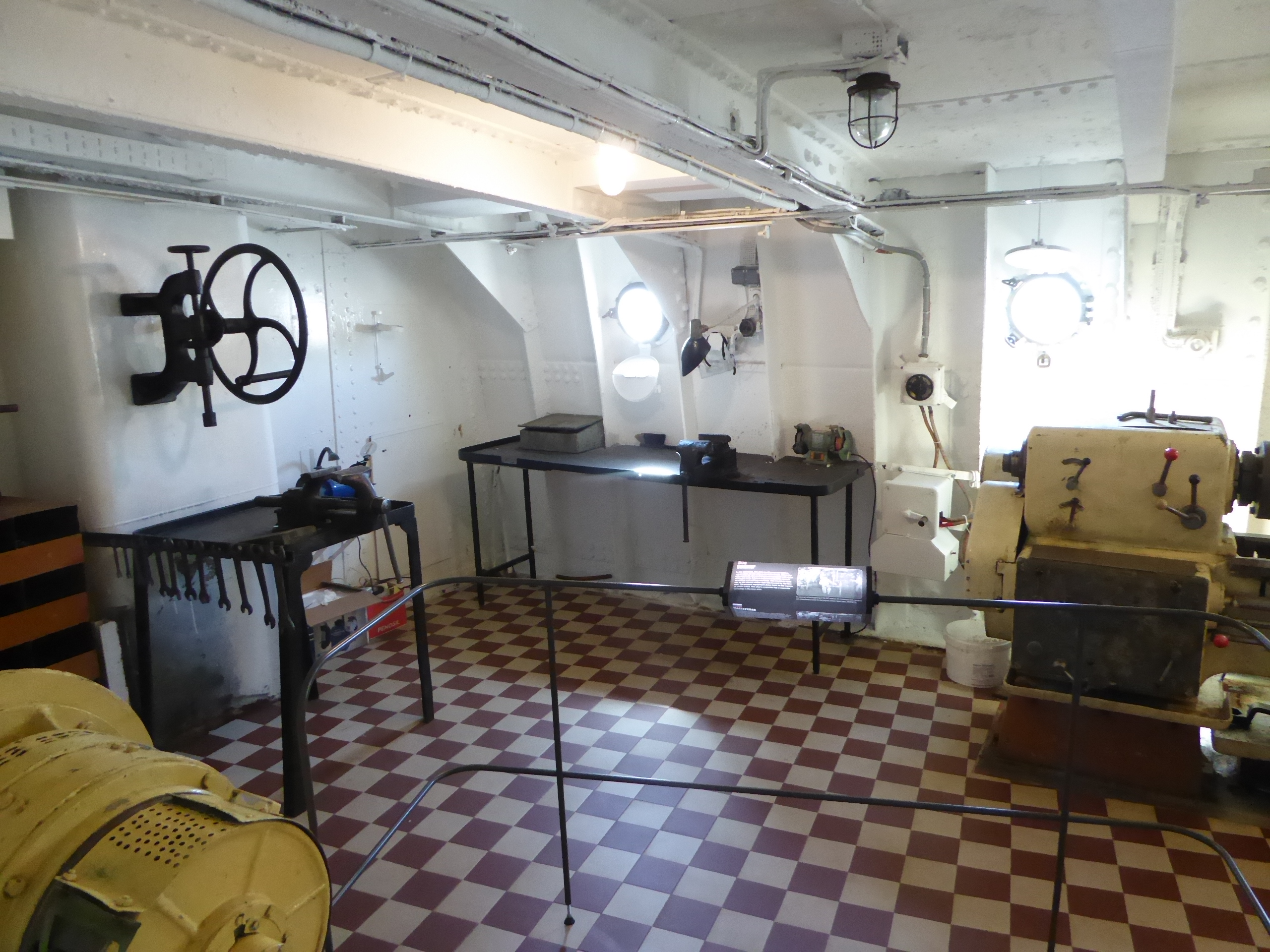
Intérieur
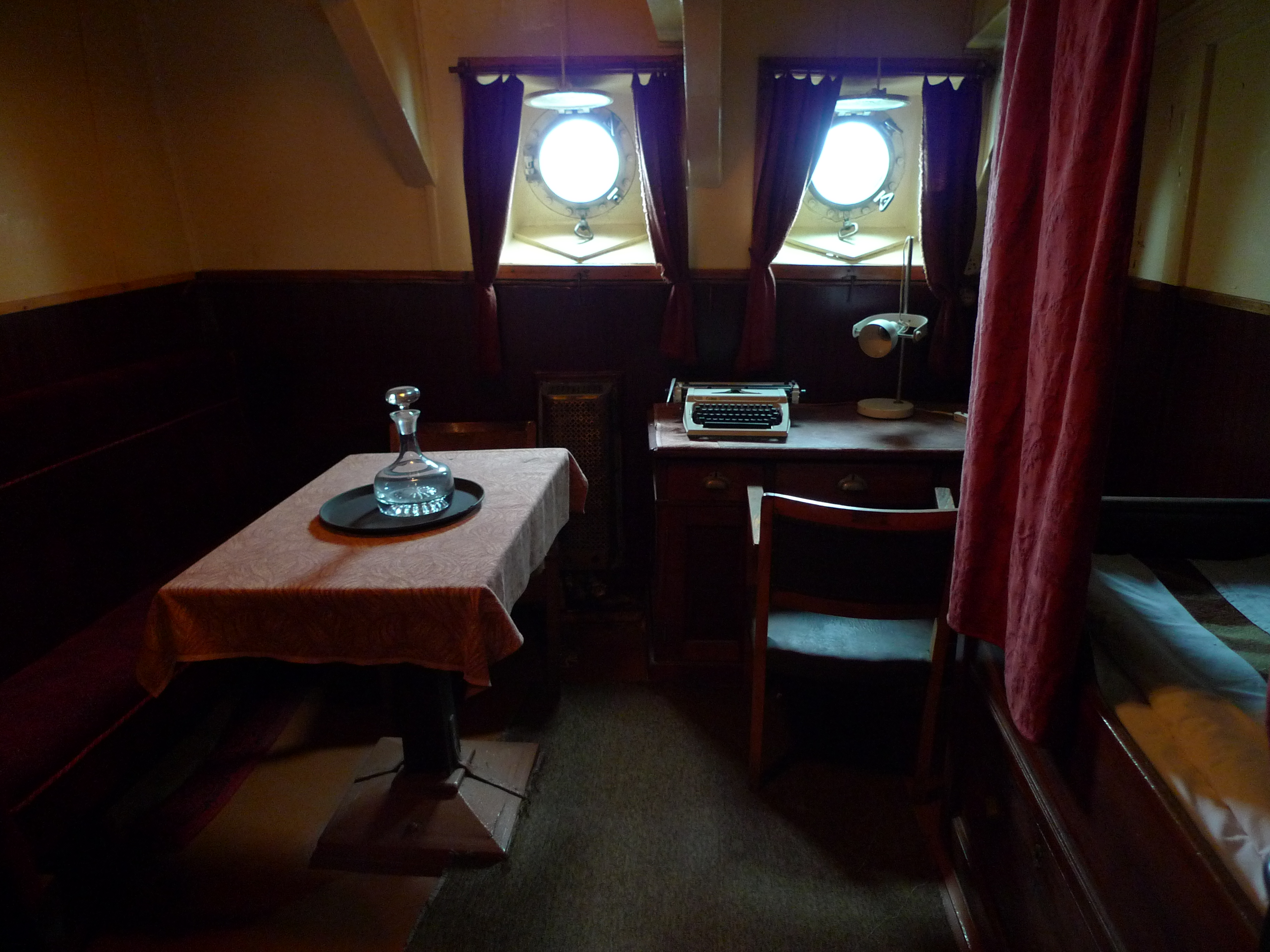
Salle à manger